# Franz Xaver Stützinger
Franz Xaver (Xyde) Stützinger (* 17. Oktober 1903 in München; † 11. Mai 1935 im KZ Dachau) war ein deutscher Widerstandskämpfer, Mitglied der KPD und NS-Opfer.

## Leben

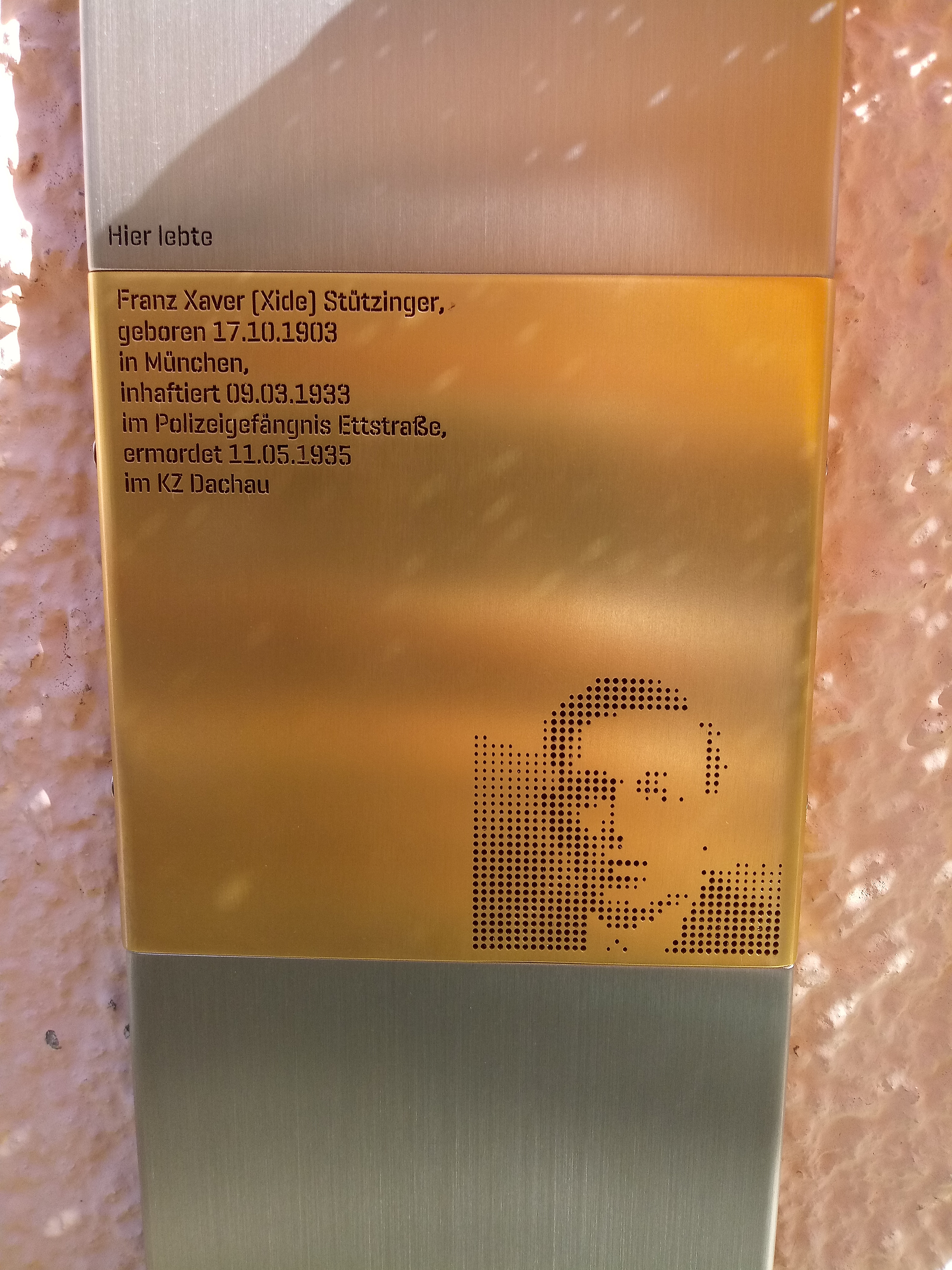
Erinnerungszeichen an Franz Xaver Stützinger

Franz Xaver Stützinger wuchs in einer Münchner Arbeiterfamilie auf. Seine Lehre als Schlosser und Werkzeugmacher in der Artilleriewerkstätte in München-Neuhausen konnte er nicht abschließen, da seine Ausbildungsstätte während der Münchner Räterepublik 1919 geschlossen wurde. Er arbeitete als Hilfsarbeiter und Gerüstbauer auf den Baustellen seines Großvaters und später bei der Firma Ludwig Buchinger. 
Anfang 1920 wurde Stützinger, den seine Freunde „Xyde“ nannten, Mitglied im kommunistischen Jung-Spartakus-Bund und trat später in die Kommunistischen Partei Deutschlands (KPD) ein. Ende Juli 1931 schrieb er an die Mauer der Max-II-Kaserne in München mit roter Farbe den Aufruf „Heraus auf die Straßen am 1. August zur KPD“ und wurde dabei festgenommen; das Ermittlungsverfahren wurde jedoch mangels Beweisen eingestellt. Am 18. Dezember 1931 wurde Stützinger wegen des Besitzes illegaler Schriften des Rotfrontkämpferbundes erneut verhaftet. Da er bei der Verhaftung ein Buch mit belastenden Notizen bei sich trug, verurteilte ihn das Reichsgericht in Leipzig am 5. Dezember 1932 wegen „Vorbereitung eines hochverräterischen Unternehmens“ zu einem Jahr und neun Monaten Gefängnis. Im Rahmen einer Weihnachtsamnestie wurde er am 23. Dezember 1932 entlassen. 
Als polizeibekannter Kommunist wurde Stützinger kurz nach der „Machtergreifung“ der Nationalsozialisten in Bayern am 9. März 1933 zum dritten Mal verhaftet und am 25. März 1933 vom Polizeigefängnis in der Münchner Ettstraße in das neu errichtete Konzentrationslager Dachau als politischer Gefangener verschleppt, wo er von der SS-Wachmannschaft brutal misshandelt wurde. Als illegale Druckschriften im Lager auftauchten, fiel der Verdacht auf ihn, woraufhin er schwer gefoltert wurde und am 11. Mai 1935 an den Folgen der Folterungen verstarb. In seiner Sterbeurkunde wurde von der SS „Selbstmord“ als Todesursache eingetragen. Stützinger wurde auf dem Münchner Westfriedhof beigesetzt.
Am 21. Juli 2021 wurde von der Stadt München vor seinem letzten Wohnsitz in der Volkartstraße 71 in München-Neuhausen ein Erinnerungszeichen eingeweiht.